# Orchestre de Paris

Philharmonie de Paris

Das Orchestre de Paris ist mit seinen 119 permanenten Mitgliedern eines der größten und angesehensten Orchester. Ab Januar 2015 hat es seinen dauerhaften Sitz in der Philharmonie de Paris, wo auch seine Pariser Konzerte stattfinden.
Gegründet wurde es 1967 und löste das 1828 gegründete Orchestre de la Société des Concerts du Conservatoire ab. Es waren der damalige Kulturminister André Malraux und der damalige Musikdirektor Marcel Landowski, die den Dirigenten Charles Münch beauftragten, ein neues Orchester zu bilden. 1976 wurde der Chœur de l’Orchestre de Paris gegründet, der seither regelmäßig mit dem Orchester zusammen unter der Leitung der namhaftesten Dirigenten auftritt. In den Jahren 1994 bis 1996 war Stéphane Lissner Generaldirektor des Orchesters, das in dieser Zeit seinen Sitz am Théâtre du Châtelet in Paris hatte.  
Das Orchestre de Paris räumt der zeitgenössischen Musik einen wichtigen Platz in seinem Repertoire ein und wirkt auch bei Opernaufführungen mit, insbesondere im Théâtre du Châtelet. Es spielt regelmäßig in vielen Städten Frankreichs und tritt auch in Europa und in den Vereinigten Staaten auf, wo es ein ständiger Gast der Carnegie Hall in New York ist, sowie in Lateinamerika. Im Oktober und November 2004 folgte eine erfolgreiche Tournee in China und im Februar 2005 in Deutschland. Es tritt auch bei den bekanntesten französischen und internationalen Festspielen auf.

## Chefdirigenten
- Charles Münch (1967–1968)
- Herbert von Karajan (1969–1971) (Conseiller musical)
- Georg Solti (1972–1975)
- Daniel Barenboim (1975–1989)
- Semjon Bytschkow (1989–1998)
- Christoph von Dohnányi (1998–2000) (Conseiller musical)
- Christoph Eschenbach (2000–2010)
- Paavo Järvi (2010–2016)
- Daniel Harding (2016–2019)
- Klaus Mäkelä (seit 2021)